# Сумида (река)
Сумида (яп. 隅田川; Сумида-гава; устар. Огава — «большая река») — река в Японии общей протяжённостью 23,5 км. Река протекает по территории префектуры Токио через столицу Японии. В нижнем течении ширина реки достигает 200 м. Впадает в Токийский залив.
В настоящее время река носит имя Сумидагава, но раньше, в зависимости от района и эпохи, она называлась по-разному, и у неё имелось множество названий. С наступлением эпохи Эдо в окрестностях Асакуса её стали называть «Асакусагава», «Сумидагава», а её верхнее течение ― «Аракава», «Миякогава», в связи с наводнением 1910 года была построена дренажный канал «Аракава», и бассейн реки от шлюза Ивабути до её нижнего течения официально стал называться Сумидагава. 
Сумида отделяется от реки Аракава шлюзом напротив города Кавагути, протекает через Токио и впадает в Токийский залив, фактически являясь её рукавом. В настоящее время Сумида течёт старым руслом Аракавы, которая в период Мэйдзи была отведена в сторону во избежание наводнений.
Река дала название токийскому району Сумида и в своём течении пересекает следующие районы Токио:
- Кита
- Адати
- Аракава
- Сумида
- Тайто
- Кото
- Тюо.

На протяжении этой длинной реки всего лишь 32 моста, среди которых 25 мостов различных конструкций и типов, таких как первый в Японии висячий мост Киёсубаси, арочный мост Эйтайбаси, разводной мост Катидокибаси и семь железнодорожных мостов. 

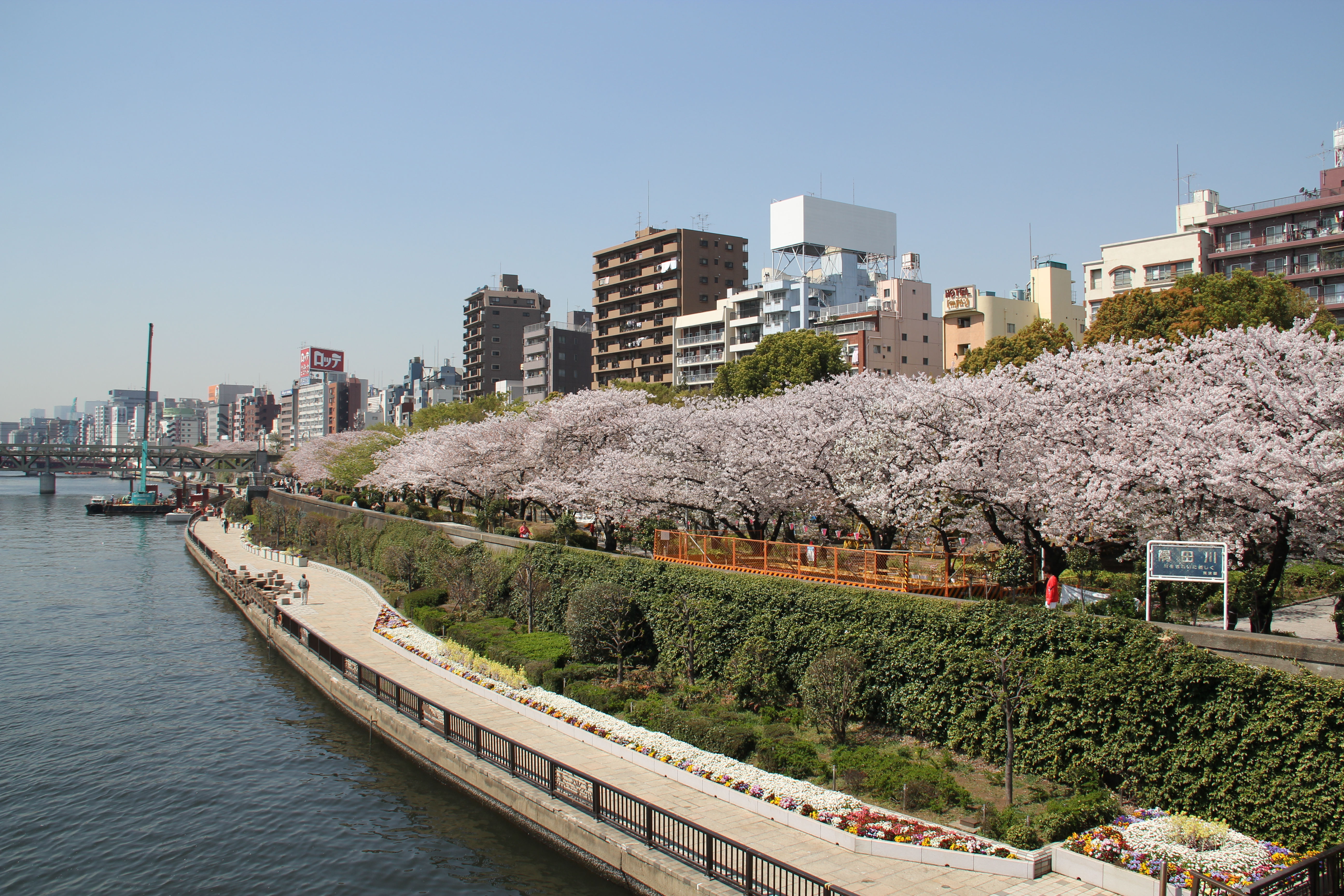
Цветение сакуры

Первый мост ― Сэндзю-оохаси был построен в 1594 году Токугавой Иэясу, и до крупного наводнения 1885 года он за 300 лет свего существования ни разу не был унесён. Мост Рёгокубаси был построен за полтора года, что было связано с гибелью большого числа людей во время пожара Мэйрэки (1657), которые из-за отсутствия моста не имели возможности скрыться от пламени.
Река известна красивыми видами на растущие по её берегам деревьям сакуры в сезон цветения. Лучшее место для любования находится между мостом Адзумабаси и расположенного от него на расстоянии одного километра моста Сакурабаси. На этом участке расположено более чем 335 деревьев различных видов сакуры.
Фестиваль фейерверков, проводимый ежегодно в последнюю субботу июля на прибрежной полосе вдоль реки (в окрестностях Асакуса, Мукодзима) ― один из трёх крупнейших праздников фейерверков в Токио. На мероприятие, во время которого запускается более 20 тысяч ракет, собирается около миллиона человек. Это зрелище транслируется по телевидению. Зрители наблюдают за фейерверками с берегов, с прогулочных лодок и речных трамвайчиков.
Тесная связь Сумидагава в течение многих веков с местным населением, в качестве источника воды для повседневных нужд и сельского хозяйства, рыбы, моллюсков, водорослей для еды, а также средством передвижения людей и товаров, эта река неоднократно становилась местом действия в пьесах театров Но, Кабуки и литературных произведениях.
В честь Сумиды назван астероид (1090) Сумида, открытый в 1927 году японским астрономом Окуро Оикавой в Токийской астрономической обсерватории.